# 八代市立第七中學校
八代市立第七中學校位在日本熊本縣八代市郡築七番町，是一間由八代市設立的中學校。

## 歷史
- 1947年4月 - 設置八代郡郡築村立郡築中學校，此為八代市立第七中學校的前身。
- 1954年7月1日 - 郡築村併入八代市，改名稱為八代市立第七中學校。

## 外部連結
- 八代市立第七中學校網站